# Belyjön

Lägeskarta med Belyjön

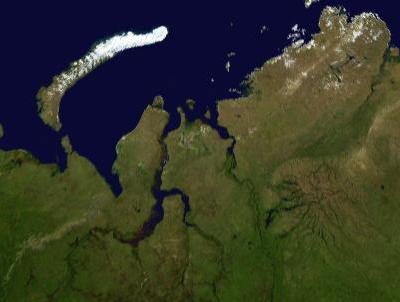
Satellitbild med Belyjön

Belyjön (ryska: Белый остров, Belyj ostrov, "Vita ön") är en ö i Norra ishavet som tillhör Ryssland. Ön ligger bland Rysslands arktiska öar.

## Geografi
Belyjön ligger i Karahavet cirka 8 km norr om Jamalhalvön i nordvästra Sibirien.
Den obebodda ön är av vulkaniskt ursprung och har en areal om cirka 1 810 km². Den högsta höjden är på ca 24 m ö.h. Ön har en mängd små sjöar och vegetationen består av småträd och låga växter då den ligger inom tundran. Det cirka 8 km breda Malyginsundet skiljer ön från fastlandet och runt ön ligger några mindre öar som Bezymjannyj, Ostrov Tabango och Ostrov Tiubtsiango.
Det finns en forskningsstation Poljarnaja Stantsija Belyj Nos på öns nordvästra del och det finns automatiserade fyrar vid öns norra (Kap Belyj) och sydöstra (Kap Schubert) del.
Förvaltningsmässigt ingår ön i okruget (distriktet) Jamalo-Nentsien i regionen Tiumen oblast.

## Historia
Det finns inte dokumenterat när Belyjön upptäcktes men området har sedan lång tid bebotts av samojeder. 

## Bildgalleri

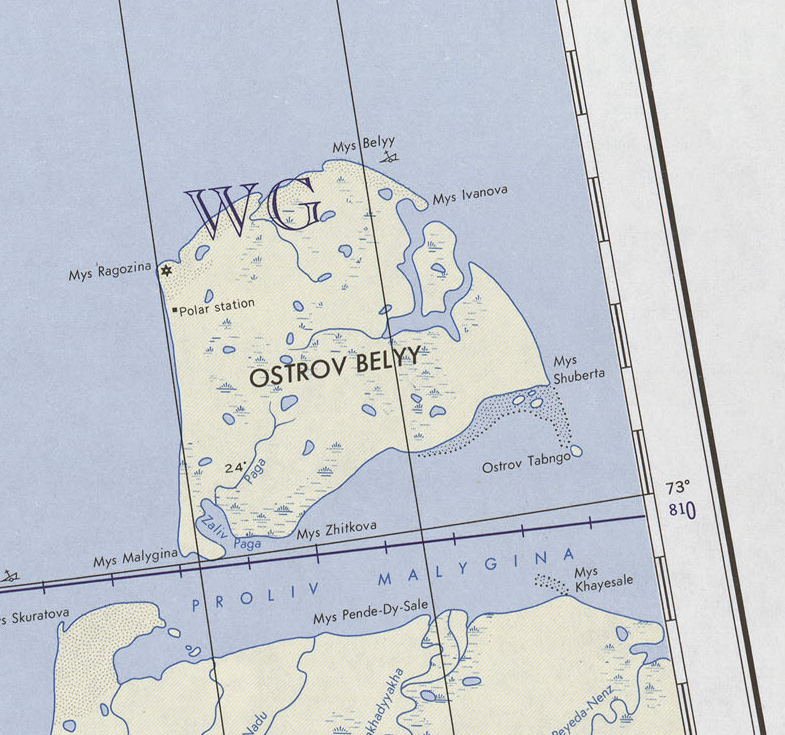
Karta
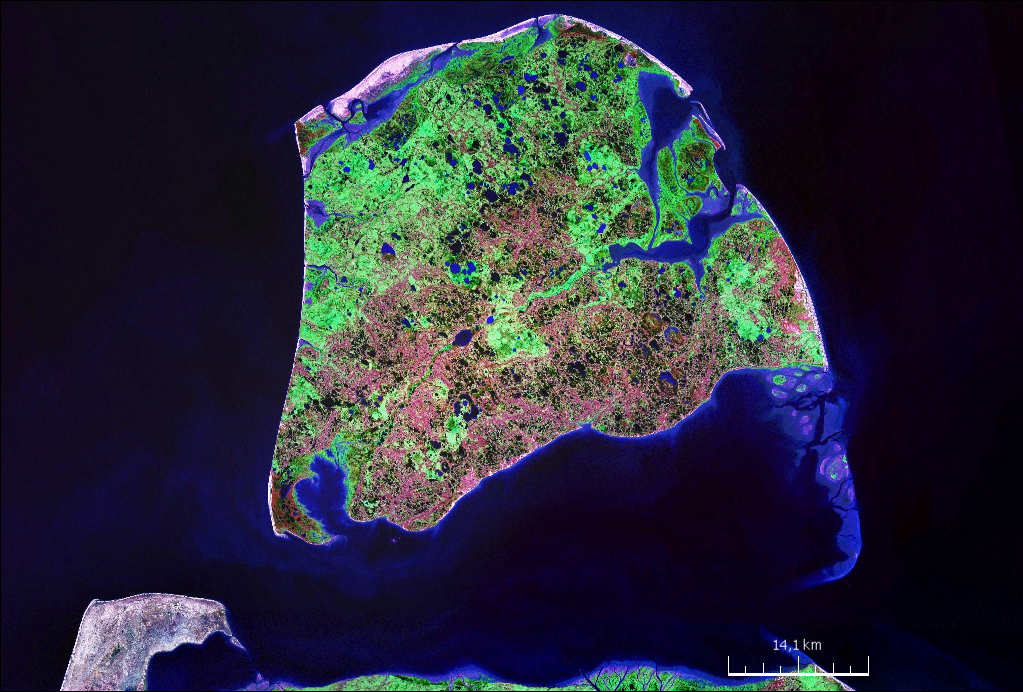
Satellitbild, 2000.
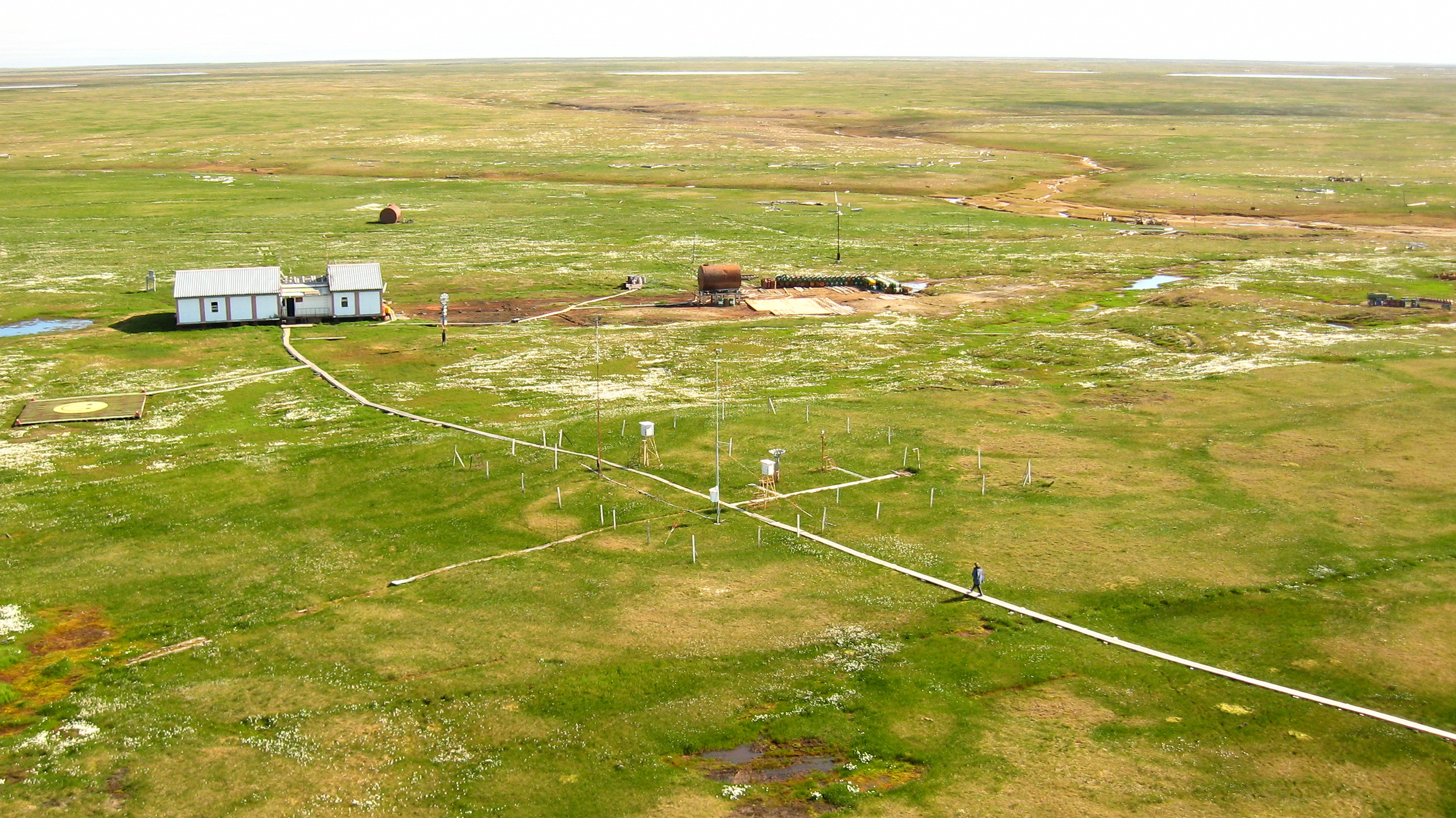
Forskningsstation, 2013.